# Fernando Sylvan
Fernando Sylvan, pseudónimo de Abílio Leopoldo Motta-Ferreira (Díli, 26 de agosto de 1917 — Cascais, 25 de dezembro de 1993), foi um poeta, prosador e ensaísta timorense.

## Biografia
Nasceu em Díli, então capital de Timor Português, hoje Timor-Leste. Contudo, passou a maior parte de sua vida em Portugal, onde morreu, na vila de Cascais. A distância geográfica entre Portugal e Timor não impediu Sylvan de continuar escrevendo sobre o seu país de origem, dissertando sobre suas lendas, tradições e folclore. Um de seus temas preferidos é a infância, período de sua vida que lhe deixou muitas saudades de Timor. Enfim, Fernando Sylvan é um dos grandes poetas da língua portuguesa e presidiu a Sociedade de Língua Portuguesa, em Portugal.
Um de seus poemas mais conhecidos é Meninas e Meninos, publicado em 1979.
Foi um dos dirigentes da Convergência Monárquica, um movimento de monárquicos oposicionistas ao Estado Novo formado em 30 de Abril de 1970.

## Obra

### Poesia
- Vendaval. Porto, 1942
- Oração. Porto, 1942
- Os Poemas de Fernando Sylvan (capa de Neves e Sousa). Porto, 1945
- 7 Poemas de Timor (com vinheta de Azinhal Abelho e um desenho de João-Paulo na 1ª edição). Lisboa, 1965. 2ª edição, pirata. Lisboa, 1975.
- Mensagem do Terceiro Mundo (poema e traduções de Barry Lane Bianchi, Serge Farkas, Inácia Fiorillo e Marie-Louise Forsberg-Barrett para inglês, francês, italiano e sueco). Lisboa, 1972.
- Tempo Teimoso (capa da 1ª edição de Cipriano Dourado). Lisboa, 1974. 2ª edição, Lisboa, 1978.
- Meninas e Meninos, Lisboa, 1979
 Cantogrito Maubere – 7 Novos Poemas de Timor-Leste (carta-prefácio de Maria Lamas, nota de Tina Sequeira, capa de Luís Rodrigues). Lisboa, 1981.
- Mulher ou o Livro do teu Nome (com 21 desenhos de Luís Rodrigues, prefácio de Tina Sequeira). Lisboa, 1982
- A Voz Fagueira de Oan Timor (organização de Artur Marcos e Jorge Marrão, prefácio de Maria de Santa Cruz). Lisboa, 1993.

### Presença em Coletâneas de Poesia
- Enterrem Meu Coração no Ramelau (recolha de textos de Amável Fernandes, desenhos de José Zan Andrade e capa de António P. Domingues e Fortunato). Luanda, União dos Escritores Angolanos, 1982.
- Primeiro Livro de Poesia — Poemas em língua portuguesa para a infância e adolescência (selecção de Sophia de Mello Breyner Andresen, ilustrações de Júlio Resende). Lisboa, Caminho, 1991.
- Floriram Cravos Vermelhos — Antologia poética de expressão portuguesa em África e Ásia (por Xosé Lois García). A Corunha (Galiza), Espiral Maior, 1993.

### Prosa

#### Livros
- O Ti Fateixa. Parede, 1951
- Comunidade Pluri-Racial. Lisboa, 1962
- Filosofia e Política no Destino de Portugal. Lisboa, 1963
- A Universidade no Ultramar Português. Lisboa, 1963
- O Racismo da Europa e a Paz no Mundo. Lisboa, 1964
- Perspectiva de Nação Portuguesa. Lisboa, 1965
- A Língua Portuguesa no Futuro da África. Braga, 1966
- Comunismo e Conceito de Nação em África. Lisboa, 1969
- Recordações de Infâncias (colaboração de Tina Sequeira). Lisboa, 1980
- O Ciclo da Água (BD de Luís Rodrigues). Lisboa, 1987
- Cantolenda Maubere/Hananuknanoik Maubere / The Legends of the Mauberes (traduções: para tétum, de Luís da Costa; para inglês, do Departamento de Projectos da Fundação Austronésia Borja da Costa. Ilustrações: 7 pinturas e 2 desenhos de António P. Domingues). Lisboa, 1988.

#### Separatas
- Da Pedagogia Portuguesa e do Desvalor dos Exames. Lisboa, 1959
- Relação dos Idiomas Basco e Português. Lisboa, 1959
- Arte de Amar Portugal. Lisboa, 1960
- A Língua e a Filosofia na Estrutura da Comunidade. Lisboa, 1962
- O Espaço Cultural Luso-Brasileiro. 2ª edição. Lisboa, 1963
- Obscina Narodov Timora. Moscovo, 1964
- Como Vive, Morre e Ressuscita o Povo Timor. Lisboa, 1965
- Aspects of the Folk-stories in Portuguese East Africa. Atenas, 1965
- Função Teleológica da Língua Portuguesa. Coimbra, 1966
- A Verdadeira Dimensão do Verdadeiro Homem. Braga, 1969
- A Instrução de Base no Ultramar. Lisboa, 1973
- Língua Portuguesa e seu ponto de angústia hoje. Lisboa, 1978

### Partes de Livro
- O Ideal Português no Mundo. Lisboa, 1962
- Perspectivas de Portugal. Lisboa, 1964

### Teatro
- Duas Leis, peça em 3 actos, escrita em 1949 e representada em 1957
- Culpados, peça em 2 actos, escrita em 1957

## Prémios
- Grã-Cruz da Ordem do Infante D. Henrique (postumamente)